# 王太后 (英國)
王太后（英语：The Queen Mother），为在任英国君主的母亲。至少從1560年開始，該術語就已在英語中使用。

## 定义
成为王太后要同时符合以下兩個資格：
- 她是現任君主的母親。
- 她是前任國王的遺孀。

太后(英語：Queen mother)並不意味著女王的母親；無論現任君主是女王還是國王，它都適用。作为王太后，仍然保持着陛下的尊称。

## 列表

### 英国王太后
- 法兰西的亨利埃塔·玛丽亚（1660–1669），查理一世的遗孀、查理二世的母亲，雖然查理一世於1649年被處死，但直到1660年她的兒子查理二世復辟後才成為太后。
- 丹麦的亚历山德拉（1910–1925），爱德华七世的遗孀、乔治五世的母亲，雖然她不想使用這個頭銜，稱為亞歷山德拉王后，但却为实际上的王太后。
- 特克的玛丽（1936–1952），乔治五世的遗孀、爱德华八世、乔治六世的母亲、伊丽莎白二世的祖母，雖然她不想使用這個頭銜，稱為瑪麗王后，但却为实际上的王太后（1936–1952）、太王太后（1952–1953）。
- 伊丽莎白·鲍斯-莱昂（1952–2002），乔治六世的遗孀、伊丽莎白二世的母亲，为任期最长的王太后，共在位50年。